# Cephalacanthus
Cephalacanthus là chi thực vật có hoa trong họ Acanthaceae.